# Rue de la Duée
La rue de la Duée est une voie située dans le quartier Saint-Fargeau du 20e arrondissement de Paris, en France.

## Situation et accès
La rue de la Duée est une voie publique situé dans le 20e arrondissement de Paris. Elle débute au 8, rue Pixérécourt et se termine au 127, rue Pelleport.
Sur son parcours, elle croise la villa Georgina et la rue Taclet.
La rue est desservie à proximité par la ligne 3 bis à la station Saint-Fargeau et par la ligne 11 à la station Télégraphe.

## Origine du nom
Son nom provient de la « duée », une appellation ancienne définissant une source jaillissante,,. Plus précisément, il pourrait s'agir d'une corruption du vieux français duère, qui désigne une conduite, en référence à celle des eaux de Belleville.

## Historique
Ce très ancien sentier de l'ancienne commune de Belleville, déjà présent sur le plan d'Albert Jouvin de Rochefort de 1672, prend son nom actuel en 1827 et est classé dans la voirie parisienne par un décret du 23 mai 1863.
Le 11 avril 1918, durant la Première Guerre mondiale, un obus lancé par la Grosse Bertha tombe au no 8 rue de la Duée.

## Bâtiments remarquables et lieux de mémoire

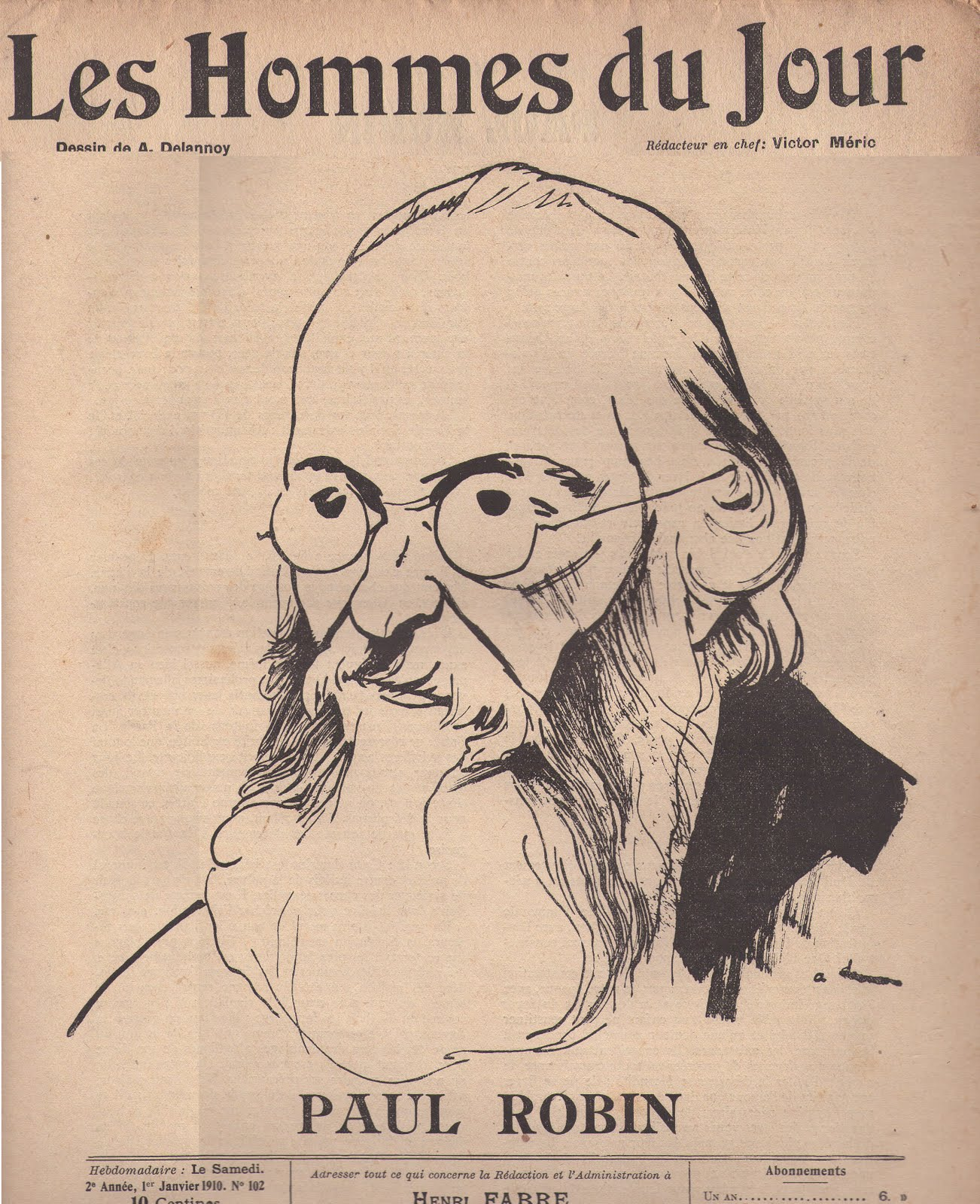
Paul Robin par Aristide Delannoy en 1910 pour Les Hommes du jour.

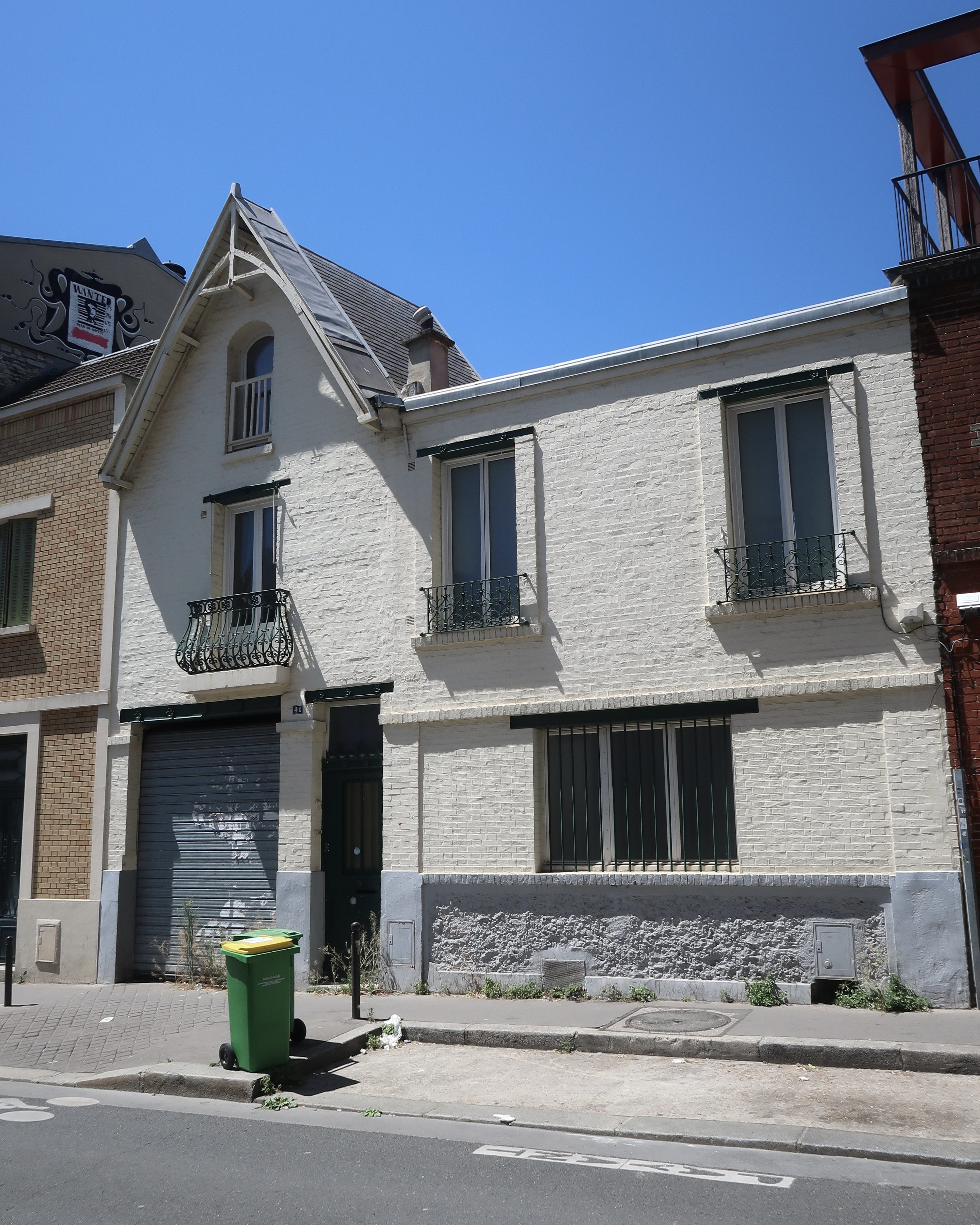
No 41.

- No 2 : square des Saint-Simoniens.
- No 15 : début du passage de la Duée.
- Le no 27 abrite de 1902 à 1908 le siège de la Ligue de la régénération humaine, organisation néomalthusienne fondée par Paul Robin en 1896, puis de la revue Génération consciente, revue bimensuelle d’étude sur la question de la procréation[6].